# Deserto di Tanami

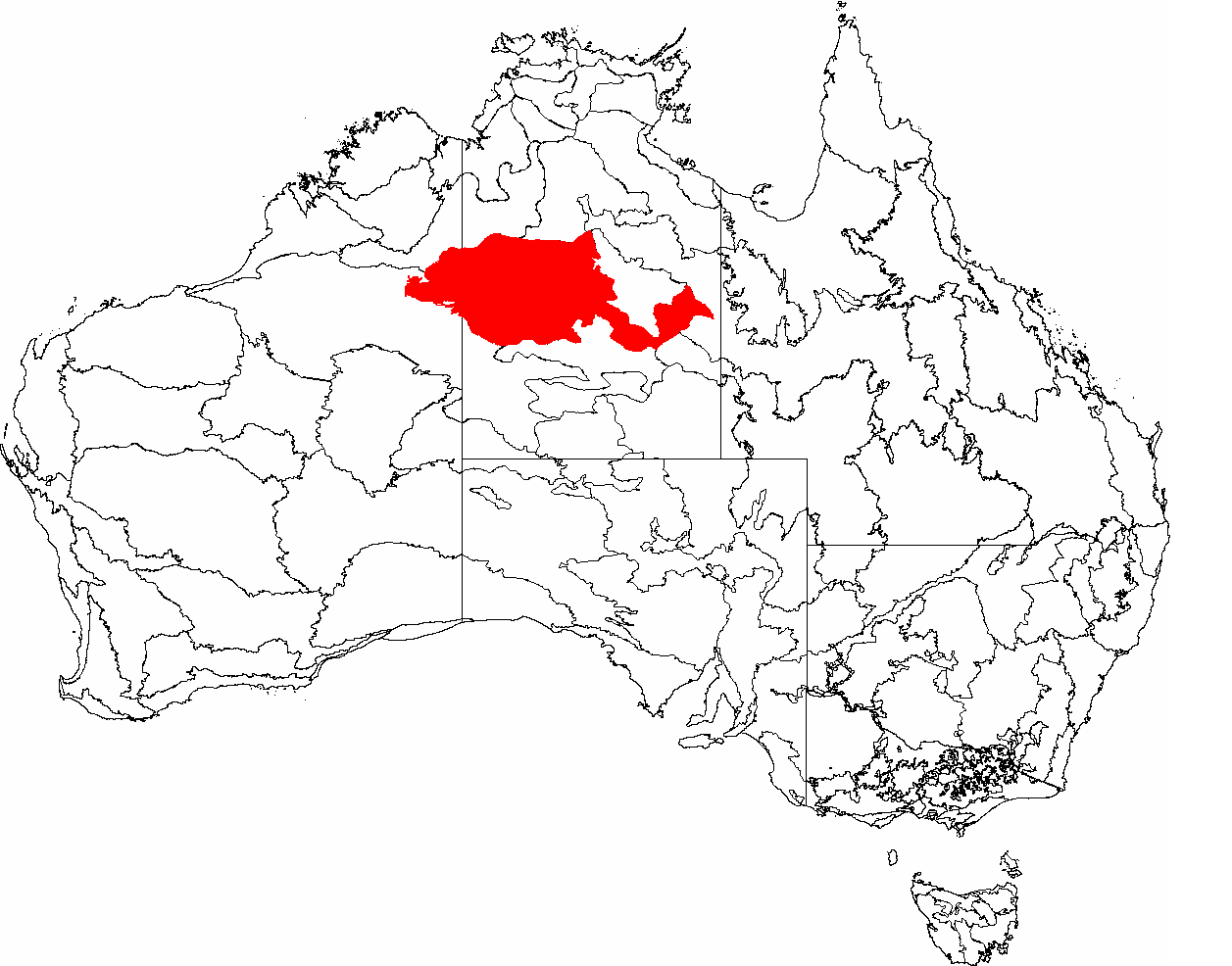
La localizzazione del deserto di Tanami secondo la classificazione IBRA.

Il deserto di Tanami è un deserto dell'Australia settentrionale, localizzato all'interno del Territorio del Nord. È costituito prevalentemente da terreno roccioso e da basse colline che quasi mai si innalzano sopra i 300 metri sul livello del mare.
Costituì la frontiera del Territorio del Nord, e non fu esplorato se non fino al XX secolo. Si estende su una superficie di 292.194 km².